# Peta Wilson
Peta Gia Wilson (Sydney, 18 novembre 1970) è un'attrice ed ex modella australiana.
È nota principalmente per il ruolo dell'agente antiterroristico Nikita, interpretata nella serie tv Nikita.

## Biografia
Peta Wilson è nata a Sydney da Karlene White e Darcy Wilson che divorziarono quando aveva 12 anni. Si trasferì ancora in giovane età e visse una parte della sua giovinezza in Nuova Guinea, a Papua. La mancanza di radio e televisione spinse lei ed il fratello ad intrattenersi ed intrattenere anche i suoi parenti con piccoli spettacoli imitando Liza Minnelli e Neil Diamond. Fu un grande e prezioso aiuto per il suo nascente talento.
Il padre, che faceva parte delle forze militari speciali, costringeva la famiglia a continui spostamenti di luogo in luogo; fu così che, cambiando scuola ogni sei mesi, Peta imparò ad adattarsi ad ogni nuovo posto, ad ogni situazione ed a persone nuove con velocità. Durante i suoi primi dieci anni a Peta piaceva tenersi impegnata in giochi di squadra e con il nuoto.
(Peta Wilson)
La madre, che vedeva Peta come un "maschiaccio", decise di mandarla a scuola di buona condotta dove Peta, allora quindicenne, imparò in pochi anni a camminare e a sfilare in passerella come una vera professionista. Ben presto venne ingaggiata da un agente di moda. Nei successivi anni Peta viaggiò molto in tutta Europa guadagnandosi da vivere come modella crescendo personalmente e nelle sue ambizioni.
Nel 1991 Peta, la cui vera ambizione era sempre stata recitare, si trasferì negli Stati Uniti per studiare l'arte teatrale. Studiò accanto ad Arthur Mendoza, allievo di Stella Adler, al The Actors Circle Theater a Los Angeles, accanto a Tom Waits al TomCats Repertory Group ed accanto a Sylvana Gulado e Stuart Rodgers. Con i suoi primi guadagni fonda una sua casa di produzione la Sweet Lick Productions.
Nel 1996 Peta era pronta per spostarsi nuovamente, voleva continuare i suoi studi ed il suo lavoro a New York, ma prima della partenza il suo agente la convinse a sostenere un'audizione per la parte nella nuova serie tv di USA Network: Nikita. Peta venne accettata, vincendo la concorrenza di oltre 200 attrici e fu il più grande successo nella sua carriera.

### Carriera
Il suo primo ruolo cinematografico è stato nel film Naked Jane (1995) e poi prese parte alla serie tv Highlander e a numerose altre. Ha raggiunto però il grande successo internazionale solo nel ruolo di Nikita nella serie tv Nikita (1997). In seguito partecipa al film One of Our Own, al film Mercy - Senza pietà ed al film Joe and Max. Nel 2002 ha rimpiazzato Monica Bellucci nel ruolo di Mina Harker nel film La leggenda degli uomini straordinari, al fianco di Sean Connery, trampolino di lancio per lei sul grande schermo. Di seguito altri film tra cui una piccola apparizione in Superman Returns (2006). Nel 2008 ha recitato nel film Gardens of the Night diretta dal suo ex-compagno Damian Harris.

## Vita privata
Peta è un'appassionata di yoga, immersioni, nuoto, cricket, pittura, giardinaggio ed anche macchine d'epoca. Dal 1997 al 2002 è stata la compagna del regista Damian Harris, figlio del noto attore Richard Harris, dal quale nel febbraio 2002 ha avuto un figlio di nome Marlow. Peta ha poi avuto relazione di breve durata con l'attore Dan Wyllie.

## Filmografia

### Cinema
- Naked Jane, regia di Linda Kandel (1995)
- Loser (1996)
- One of Our Own (1997)
- The Sadness of Sex (1998)
- Mercy - Senza pietà (Mercy), regia di Damian Harris (2000)
- La leggenda degli uomini straordinari (The League of Extraordinary Gentlemen) (2003)
- Superman Returns, regia di Bryan Singer (2006)
- Gardens of the Night (2008)
- Beautiful - La bellezza che uccide (2009)
- Errand boy - cortometraggio (2010)
- Liberator (2012)
- Dutch Kills (2014)

### Televisione
- Strangers - serie TV, episodio Going Without (1996)
- Senza scelta - film TV (1996)
- Highlander - serie TV, 1 episodio (1996)
- Vanishing Point - film TV (1997)
- The Rosie O'Donnell Show - serie TV, 2 episodi (1997-1998)
- Late Night with Conan O'Brian - serie TV, 2 episodi (1997-1999)
- Live with Regis and Kelly - serie TV, 1 episodio (1999)
- A Girl Thing - miniserie TV (2001)
- Nikita (La Femme Nikita) – serie TV, 96 episodi (1997-2001)
- Other People – serie TV, episodio 1x01 (2001)
- Joe and Max – film TV (2002)
- Assembling the League - documentario TV (2003)
- The Panel (Moscov Festival) - serie TV, 1 episodio (2003)
- Comic Book Superheroes Unmasked - documentario TV (2003)
- La vendetta di Diane (False Pretenses), regia di Jason Hreno – film TV (2004)
- The Late Late Show with Craig Kilborn – serie TV (2004)
- Jonny Zero – serie TV, 2 episodi (2005)
- Two Twisted - serie TV, episodio A Flash Exclusive (2006)
- Malibu Shark - film TV (2009)
- CSI: Miami - serie TV, episodio Sudden Death (2010)
- Il risolutore (The Finder) - serie TV, episodio 1x06 (2012)

## Riconoscimenti
- Academy of Science Fiction, Fantasy & Horror Films
  - 1998 – Candidatura per la miglior attrice in serie TV per Nikita
  - 2004 – Candidatura per la miglior attrice co-protagonista per La leggenda degli uomini straordinari

- Gemini Awards
  - 1998 – Candidatura per la miglior attrice in ruolo drammatico prolungato per Nikita
  - 1999 – Candidatura per la miglior attrice in ruolo drammatico prolungato per Nikita

## Doppiatrici italiane
Nelle versioni in italiano delle opere in cui ha recitato, Peta Wilson è stata doppiata da:
- Liliana Sorrentino ne La leggenda degli uomini straordinari
- Laura Boccanera ne Il risolutore
- Alessandra Korompay in Nikita
- Alessandra Cassioli in Superman Returns
- Monica Bertolotti in CSI: Miami